# Harungana montana
Harungana montana är en johannesörtsväxtart som beskrevs av Spirlet. Harungana montana ingår i släktet Harungana och familjen johannesörtsväxter. Inga underarter finns listade i Catalogue of Life.